# Peter Rocholl
Peter Friedrich Alexander Rocholl (* 10. Januar 1929 in Chemnitz) ist ein deutscher Journalist, Redakteur, Produzent von Fernsehspielen und Musiksendungen, Regisseur sowie Autor im Medienbereich von Hörfunk und Fernsehen.

## Jugend- und Studienjahre
Peter Rocholl wurde als Sohn des späteren Verbandsdirektors Dr. Erich Rocholl (1901–1978) und dessen Ehefrau Rose geb. Schönberg (1902–1974) geboren. Nach Schuljahren in Chemnitz und Dresden absolvierte er von 1947 bis 1950 zunächst ein Musikstudium an der Hochschule für Musik Detmold in den Fächern Klavier und Dirigieren. Seine Lehrer waren u. a. Kurt Thomas und Rolf Agop. Danach war er einige Jahre als Kapellmeister an Bühnen in Göttingen, Hannover und Gelsenkirchen tätig. Es folgte ab 1955 ein wirtschaftswissenschaftliches Studium an den Universitäten Bonn und Münster bis zur Promotion. Anschließend war Rocholl geschäftsführender Assistent des Instituts für Siedlungs- und Wohnungswesen dieser Universität.

## Rundfunkarbeit
1964 holte ihn Franz Mai, Intendant des Saarländischen Rundfunks, als seinen Persönlichen Referenten nach Saarbrücken. Dort wechselte Rocholl bald von der Intendanz in den im Aufbau befindlichen Fernsehbereich, um eine Programmabteilung zur Entwicklung und Produktion von Fernsehspielen aufzubauen. Schon nach wenigen Jahren fand das Saarbrücker Fernsehspiel hohe Anerkennung im In- und Ausland. Rocholl verpflichtete Theater- und Filmregisseure von Rang wie etwa Peter Zadek, Hans Dieter Schwarze oder Günter Gräwert. Erfolge stellten sich bald ein. Die Produktion Valentin Katajews chirurgische Eingriffe in das Seelenleben des Dr. Igor Igorowitsch, Regie: Helmut Käutner, wurde 1968 mit dem Adolf-Grimme-Preis in Gold ausgezeichnet. Das Fernsehspiel Tod im Studio, Regie: Eberhard Itzenplitz, erhielt 1972 den Fernsehpreis der damaligen Deutschen Angestellten-Gewerkschaft DAG.
In jenen Jahren entstand unter Rocholls Leitung auch eine Musikabteilung beim SR-Fernsehen. Es gelang ihm in wenigen Jahren, das Kammerorchester des Saarländischen Rundfunks mit dem Dirigenten Karl Ristenpart durch zahlreiche Konzertübertragungen im Ersten Fernsehprogramm der ARD auch bundesweit bekannt zu machen. Diese Sendungen unter Mitwirkung bekannter Solisten wie Helmut Winschermann (Oboe), Jean-Pierre Rampal (Flöte) oder Maurice André (Trompete) enthielten Musikwerke vor allem des Barock und der Klassik.
Nach Ristenparts Tod Ende 1967 brachte Peter Rocholl vermehrt auch Konzerte mit dem Rundfunk-Sinfonieorchester Saarbrücken RSO in das Fernsehen ein. 1969 gelang die Verpflichtung des großen amerikanischen Dirigenten Leopold Stokowski. Aufgezeichnet wurde beispielhaft eine Probe mit Konzertaufführung von Stokowskis bekanntester Orchestertranskription eines Orgelwerkes von Johann Sebastian Bach sowie des 2. Klavierkonzertes von Kurt Leimer mit dem Komponisten als Solisten. In den 1970er Jahren folgten weitere Konzertübertragungen mit dem RSO im Ersten und in den Dritten Fernsehprogrammen der ARD, ab 1978 auch erstmals mit dem vor allem als Bruckner-Interpreten bekannt gewordenen Stanislaw Skrowaczewski. Mehr und mehr wurden diese Konzerte live im Fernsehen ausgestrahlt, versuchsweise damals auch mit gleichzeitig zugeschalteten Hörfunkprogrammen, um den Empfang in Stereo-Qualität zu ermöglichen. Die Mitwirkung bekannter Solisten wie Dietrich Fischer-Dieskau (Bariton), Alfred Brendel (Klavier) oder Henryk Szeryng (Violine) verhalf diesen Sendungen zu besonderer Attraktivität.
Dem 1971 gegründeten Alban Berg Quartett verschaffte Rocholl durch seine Fernsehproduktionen künstlerische Breitenwirkung. Seine von Wolf-Eberhard von Lewinski gedrehten Serien mit Porträts bekannter Sänger und Pianisten wie Viorica Ursuleac, Elisabeth Schwarzkopf, Hans Hotter, Peter Schreier, Claudio Arrau, Andor Foldes und Wilhelm Kempff wurden richtungsweisend auch für andere Sender.
Einen anderen Weg beschritt Rocholl mit einer Serie von Fernsehfilmen, in denen er Liederzyklen szenisch darstellen ließ. So wurden mit der Mezzosopranistin Trudeliese Schmidt Lieder von Modest Mussorgski(„Kinderstube“), Hector Berlioz („Sommernächte – Les nuits d'été“) und Paul Hindemith („Die junge Magd“) in Spielhandlungen eingefügt.
1972 übernahm Rocholl beim SR das Amt des Stellvertretenden Fernsehdirektors. Die Intendanten der ARD bestellten ihn 1980 zum Musik-Koordinator für das Erste und die Dritten Programme. Vom Deutschen Musikrat wurde er in das Kuratorium der Deutschen Phonoakademie berufen. Seiner Initiative war es zu danken, dass mit dem denkwürdigen Jahrhundertring, Inszenierung: Patrice Chéreau, erstmals eine komplette Aufführung der Bayreuther Festspiele im Fernsehen zu sehen war. 1985, anlässlich des 300. Geburtstages von J.S.Bach, gestaltete der WDR auf Initiative von Rocholl eine mehrstündige Bach-Nacht, moderiert von August Everding im Ersten Fernsehprogramm. 1990 wurde Rocholl Musikchef beim Saarländischen Rundfunk, und zwar für den Gesamtbereich von Hörfunk und Fernsehen. In dieser Funktion koordinierte er 1991 die Programmplanungen aller ARD-Sender zu Mozarts 200. Todesjahr.
Anfang 1994 endete Rocholls Rundfunkarbeit mit seinem Eintritt in den Ruhestand. Er lebt heute mit seiner Frau Dr. med. Angela Theissing-Rocholl im saarländischen St. Ingbert.

## Veröffentlichungen (Auswahl)
- Fragen der unterschiedlichen Vermittlung von Musikwerken in den Medien. In: Musik in den Massenmedien Rundfunk und Fernsehen. Schott 1976
- Das Interview: Wulf Konold im Gespräch mit Peter Rocholl. In: Musica – Musik und Medien. Bärenreiter Mai/Juni 1978
- mit Wilhelm Roggersdorf: Das seltsame Leben des Erich von Däniken. Econ Verlag, Düsseldorf/Wien 1970.
- Drei Artikel in: 111 Schlüsselwerke der Musik. Bouvier Verlag, Bonn 1990, ISBN 3-416-02240-8